# Spoor (lineaire algebra)
In de lineaire algebra, een deelgebied van de wiskunde, is het spoor, naar het Duitse Spur, in het Engels later vertaald door trace, aangeduid door sp of tr, van de vierkante matrix {\displaystyle \mathbf {A} } de som van de elementen van de hoofddiagonaal van {\displaystyle \mathbf {A} }:
{\displaystyle \mathrm {sp} (\mathbf {A} )=a_{11}+a_{22}+\ldots +a_{nn}=\sum _{i=1}^{n}a_{ii}},
waarin {\displaystyle a_{ij}} het element in de {\displaystyle i}-de rij en {\displaystyle j}-de kolom van {\displaystyle \mathbf {A} } is.

## Eigenschappen
- Het spoor van een complexe vierkante matrix is de som van haar eigenwaarden. Iedere eigenwaarde wordt in het spoor zo vaak geteld als dat het een eigenwaarde van de matrix is. Een reële matrix, als speciaal geval van een complexe matrix, voldoet hier dus ook aan, maar dan moet men wel de eigenwaarden meetellen die geen reëel getal zijn. In het karakteristieke polynoom is het spoor op het teken na de coëfficiënt van de op een na hoogste macht. Vergelijk het met de determinant, die het product van de eigenwaarden is.
- Het spoor is een lineaire functionaal:
  - {\displaystyle \mathrm {sp} (\mathbf {\mathbf {A} } +\mathbf {B} )=\mathrm {sp} (\mathbf {A} )+\mathrm {sp} (\mathbf {B} )}
  - {\displaystyle \mathrm {sp} (r\mathbf {\mathbf {A} } )=r\cdot \mathrm {sp} (\mathbf {A} )}
- Het spoor van de getransponeerde van een matrix en van de matrix zelf zijn hetzelfde:
  - {\displaystyle \mathrm {sp} (\mathbf {A} )=\mathrm {sp} (\mathbf {A} ^{\text{T}})}
- Het spoor van het product van twee of meer matrices is onafhankelijk van de plaats van de twee matrices in het product. Dat geldt ook voor een matrix en de geconjugeerde van die matrix:
  - {\displaystyle \mathrm {sp} (\mathbf {AB} )=\mathrm {sp} (\mathbf {BA} )}
  - {\displaystyle \mathrm {sp} (\mathbf {ABC} )=\mathrm {sp} (\mathbf {CAB} )=\mathrm {sp} (\mathbf {BCA} )}
  - {\displaystyle \mathrm {sp} (\mathbf {P} ^{-1}\mathbf {AP} )=\mathrm {sp} ((\mathbf {PP} ^{-1})\mathbf {A} )=\mathrm {sp} (\mathbf {A} )}

- Bovenstaand verband kan bij reële of complexe matrices ook aan de hand van de exponentiële functie worden uitgedrukt. Voor de definitie van de exponentiële functie op vierkante matrices kan een machtreeks worden gebruikt, of anders de abstracte exponentiële functie uit de theorie van de lie-algebras.

{\displaystyle \det(\exp \mathbf {A} )=\exp {\mathrm {sp} \mathbf {A} }}
De lie-groep {\displaystyle SL(n,\mathbb {R} )} bestaat uit de reële {\displaystyle n\times n}-matrices met determinant 1. De overeenkomstige lie-algebra bestaat uit alle reële {\displaystyle n\times n}-matrices met spoor 0.

## Voorbeeld
{\displaystyle \mathbf {A} ={\begin{pmatrix}3&0&1\\0&4&4\\0&1&0\end{pmatrix}}\Rightarrow {\mbox{sp}}(\mathbf {A} )=3+4+0=7}
De eigenwaarden van deze matrix zijn de reële getallen {\displaystyle 3,2+2{\sqrt {2\ }}} en {\displaystyle 2-2{\sqrt {2\ }}} met als som {\displaystyle 7}.

## Verband met eigenwaarden
Het spoor is een gelijksoortigheidsinvariant, wat wil zeggen dat voor iedere omkeerbare {\displaystyle n\times n}-matrix {\displaystyle \mathbf {B} } geldt:
{\displaystyle \mathrm {sp} \ \mathbf {A} =\mathrm {sp} (\mathbf {B} ^{-1}\mathbf {AB} )}
Als {\displaystyle \mathbf {A} } een symmetrische matrix is, dan bestaat er een matrix {\displaystyle \mathbf {B} } zodat {\displaystyle \mathbf {B} ^{-1}\mathbf {AB} } een diagonaalmatrix is. Hieruit volgt voor dergelijke matrices opnieuw dat het spoor gelijk is aan de som van de eigenwaarden.